# Grand lac Victoria
Ne pas confondre avec le Lac Victoria, le plus grand lac d'Afrique.
Le Grand lac Victoria, dénommé Kitcisakik Sakaikan ou « lac de la grande embouchure » par les Algonquins, est un vaste élargissement de la rivière des Outaouais qui s'étend de la baie des Missionnaires, au sud, à la baie Kawastaguta, au nord. Il fait partie de la réserve faunique La Vérendrye. 

## Description
Considéré par un explorateur de la fin du XIXe siècle, comme le plus curieux des lacs du Québec en raison de sa forme très longue, près de 62 km, et plutôt étroite, moins de 4 km, il possède une superficie de 108 km2. Poissonneux, il se situe dans une région où le gibier ne manque pas, à l'ouest du réservoir Dozois et à environ 40 km à l'est du réservoir Decelles. 
L'établissement amérindien de Kitcisakik, autrefois appelé Grand-Lac-Victoria, s'élève sur sa rive est, à proximité de la baie Barker. Baptisé Grand Lac puis Lac Missionnaire, il prend son nom actuel dans les années 1860 et rend hommage à celle qui est devenue l'incarnation de la Grande-Bretagne de la majeure partie du XIXe siècle, la reine Victoria.
Importante zone d'exploitation forestière à partir des années 1940, la région du Grand lac Victoria avait déjà vu la construction d'un poste de traite vers 1785, encore en service en 1923, et l'arrivée des missionnaires, au XIXe siècle, chargés de l'évangélisation des Amérindiens ».